# Rotes Fort (Agra)

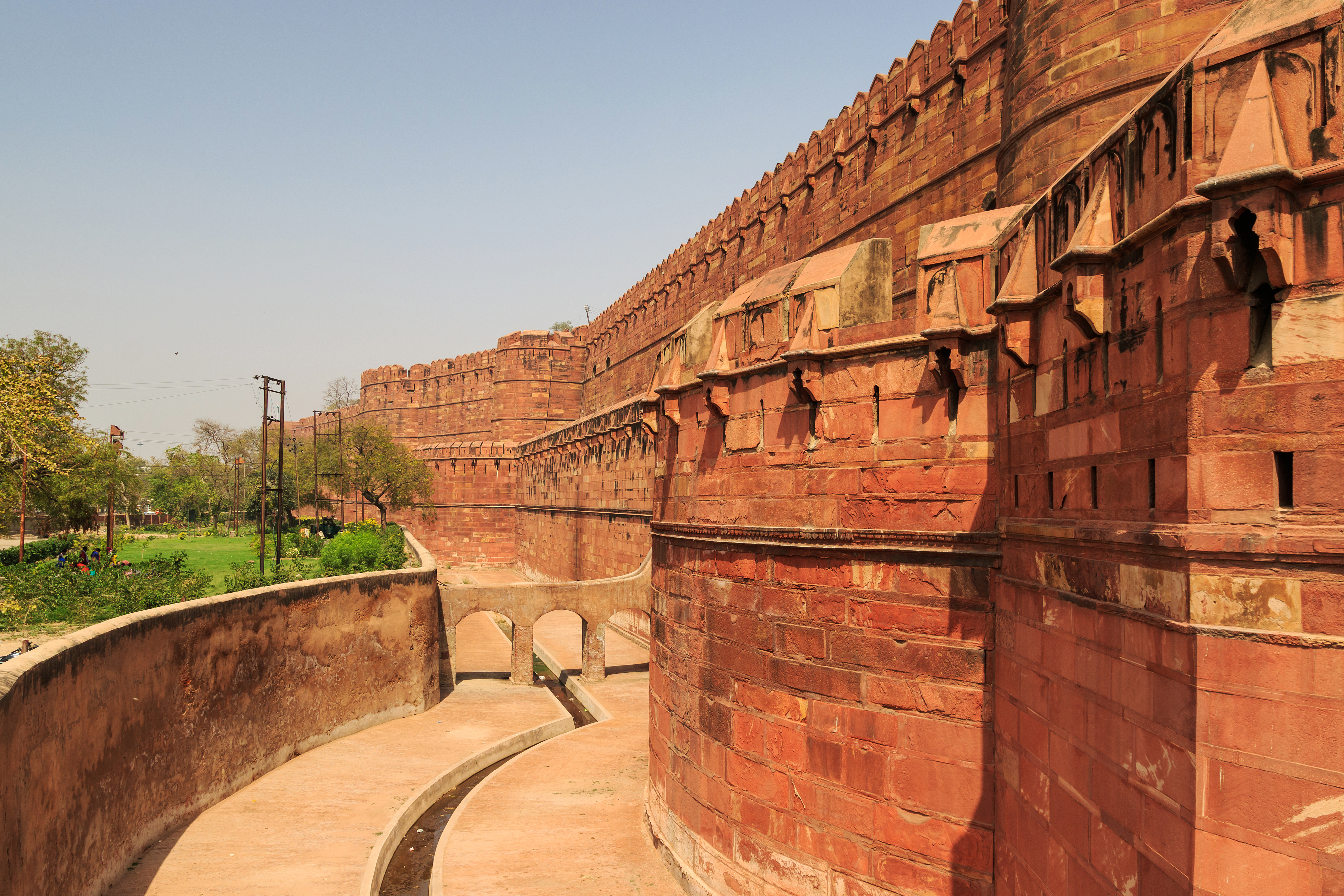
Die Ziegelsteinmauern des Roten Forts in Agra sind gänzlich mit roten Sandsteinplatten aus Rajasthan verkleidet.

Das Rote Fort in der nordindischen Stadt Agra ist eine Festungs- und Palastanlage aus der Epoche der Mogulkaiser und diente im 16. und 17. Jahrhundert mit Unterbrechungen als Residenz der Moguln. Das Rote Fort wurde 1983 in das UNESCO-Weltkulturerbe aufgenommen. Ein Teil des Geländes wird heute militärisch genutzt und ist der Öffentlichkeit nicht zugänglich.

## Lage

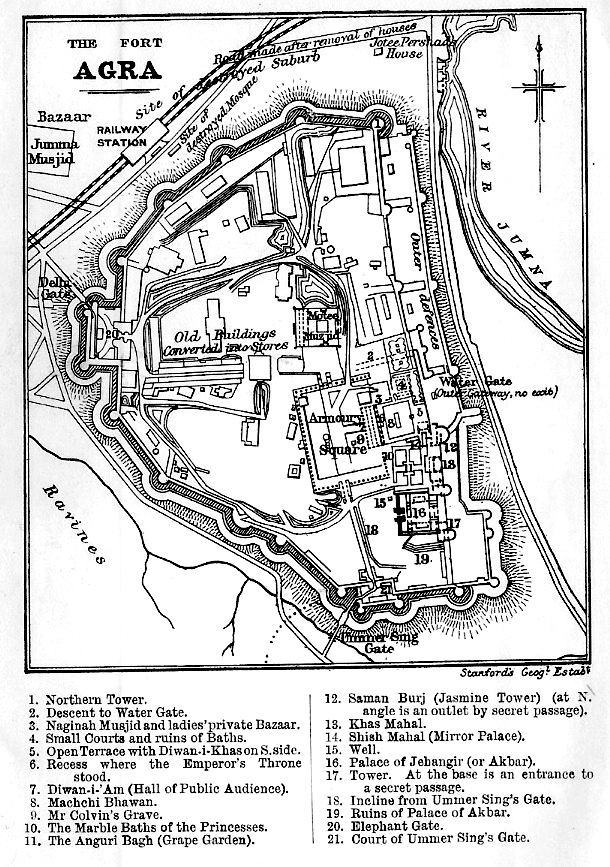
Plan des Fort aus Murray’s Handbooks for Travellers 1911

Das Rote Fort von Agra liegt auf einem teils natürlichen (Uferböschung), teils von Menschenhand aufgeschütteten Hügel am Ufer des Yamuna-Flusses und ist nur etwa 2,5 Kilometer vom Taj Mahal entfernt.

## Geschichte
Der Bau des Forts wurde 1565 unter Akbar dem Großen, der die Hauptstadt von Delhi hierher verlegen ließ, aufgenommen und unter seinen Nachfolgern, vor allem unter Shah Jahan, in der ersten Hälfte des 17. Jahrhunderts erweitert. Die Ummauerung war bereits 1571 abgeschlossen. Palastbauten wurden jedoch nicht errichtet, da Akbar bereits kurze Zeit später (1572) in Fatehpur Sikri eine neue Hauptstadt gründete, die er jedoch ebenfalls bald wieder aufgab um in Lahore zu residieren. Während Akbar vorwiegend mit rotem Barauli-Sandstein der Region Dholpur im heutigen Rajasthan bauen ließ, bevorzugte Shah Jahan weißen Marmor mit Verzierungen aus Glas und Halbedelsteinen als Baumaterial. 1648 wurde die Hauptstadt nach Delhi zurückverlegt, womit auch das Rote Fort an Bedeutung verlor. Nach seiner Machtergreifung 1658 stellte Aurangzeb seinen Vater Shah Jahan im Roten Fort von Agra unter Hausarrest, wo dieser im Jahre 1666 auch starb.
1803 wurde es durch britische Truppen eingenommen. Während des indischen Aufstandes von 1857 war das Rote Fort einer der Orte bewaffneter Auseinandersetzungen.

## Architektur
Die gesamte Fort-Anlage hat einen halbmondförmigen Grundriss und ist von einer bis zu 21 Meter hohen Mauer umgeben, deren Umfang 2,4 Kilometer beträgt. Die Mauer besteht in ihrem Kern, wie die Mehrzahl der umschlossenen Gebäude, aus Ziegelstein und ist mit roten Sandsteinplatten verkleidet. Von diesen roten Sandsteinplatten rührt auch der Name des Forts. Nur zwei Haupttore, das Delhi-Tor und das Lahore-Tor, gewähren Einlass in das riesige Gelände. Im Innern befinden sich repräsentative Palastbauten aus der Zeit Shah Jahans sowie Moscheen und Gärten. Der Baustil vereint in harmonischer Weise Elemente islamischer und hinduistischer Baukunst. Die von Shah Jahan im 17. Jh. erbauten Palastbauten im Inneren des Forts sind ganz mit weißem Marmor verkleidet und mit Stein- oder Glasintarsien geschmückt. Die kleinen Wandnischen erinnern an persische Vorbilder.

## Bildergalerie

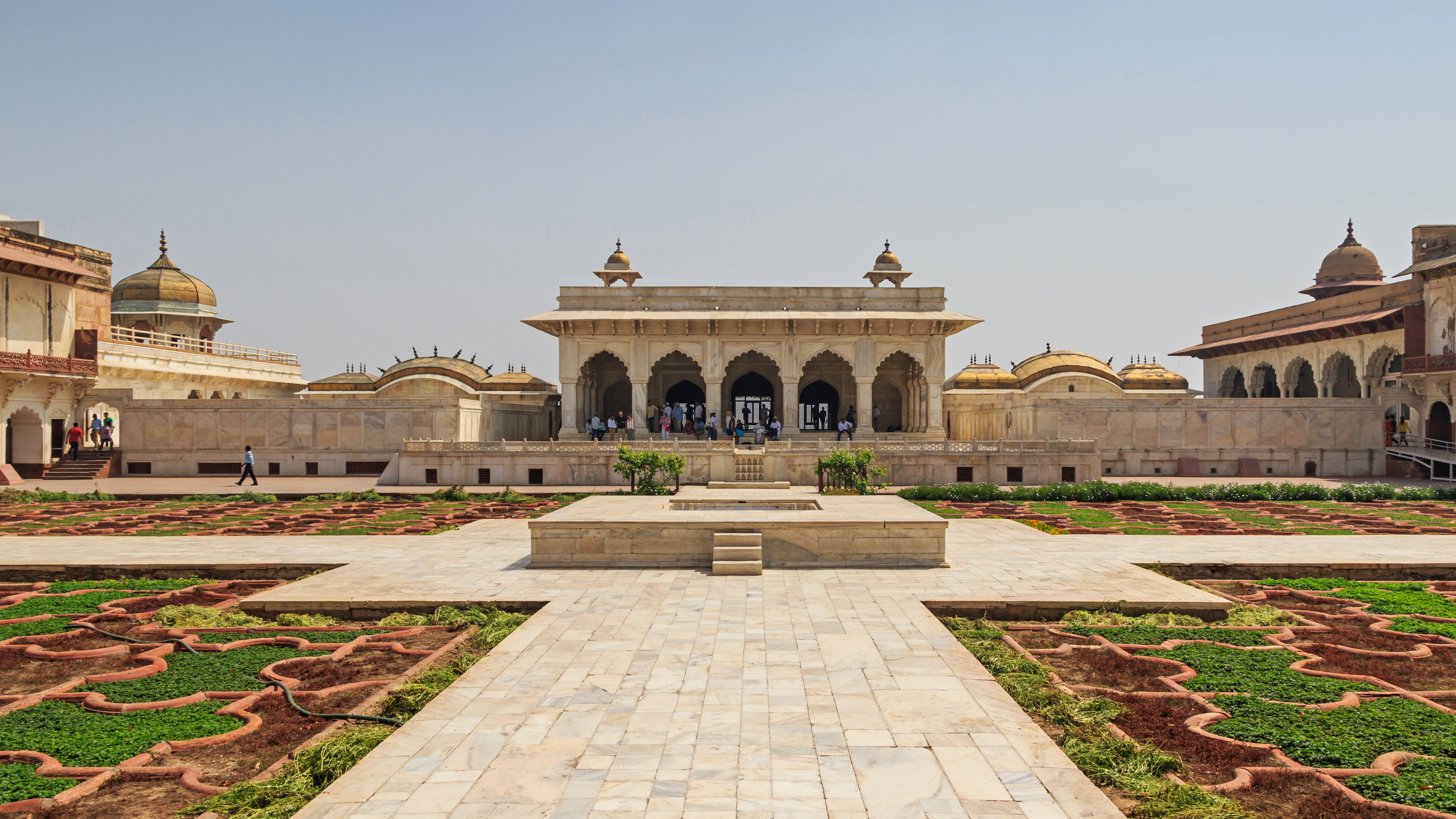
Auf dem weitläufigen Gelände des Roten Forts
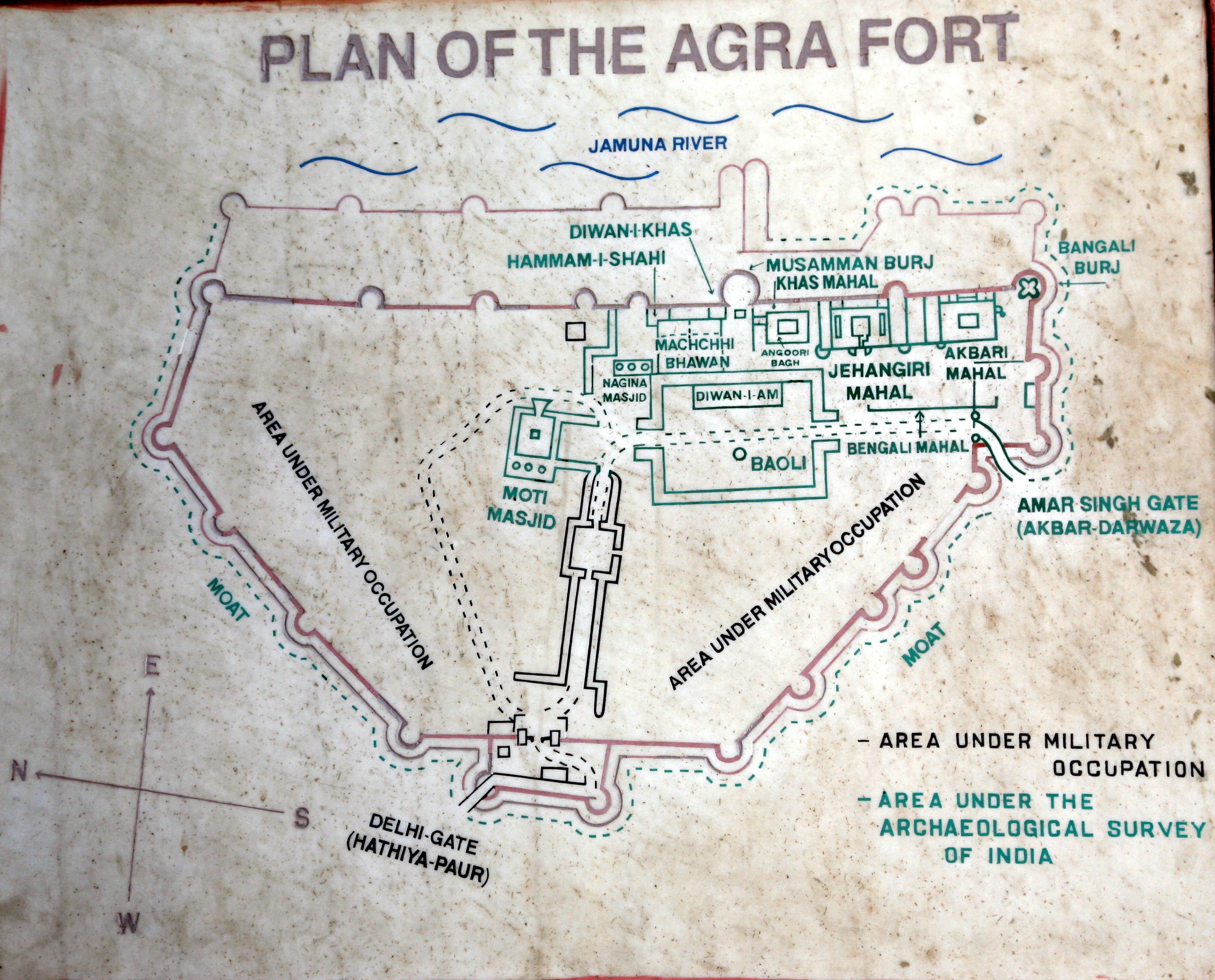
Plan des Forts auf einem Bildschirm des Forts, 2008
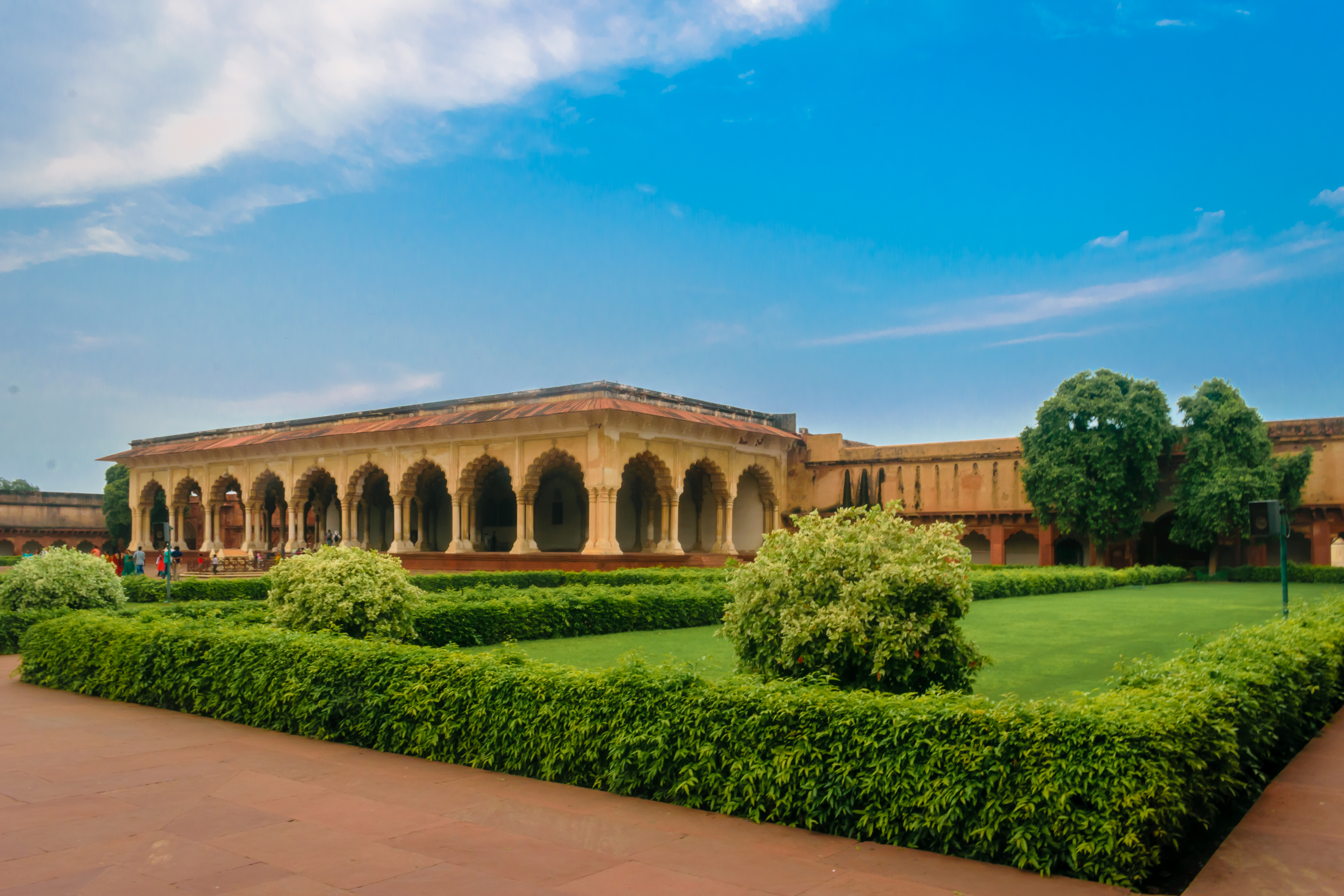
Außenanlage des Diwan-i-Am oder Hall of Public Audience
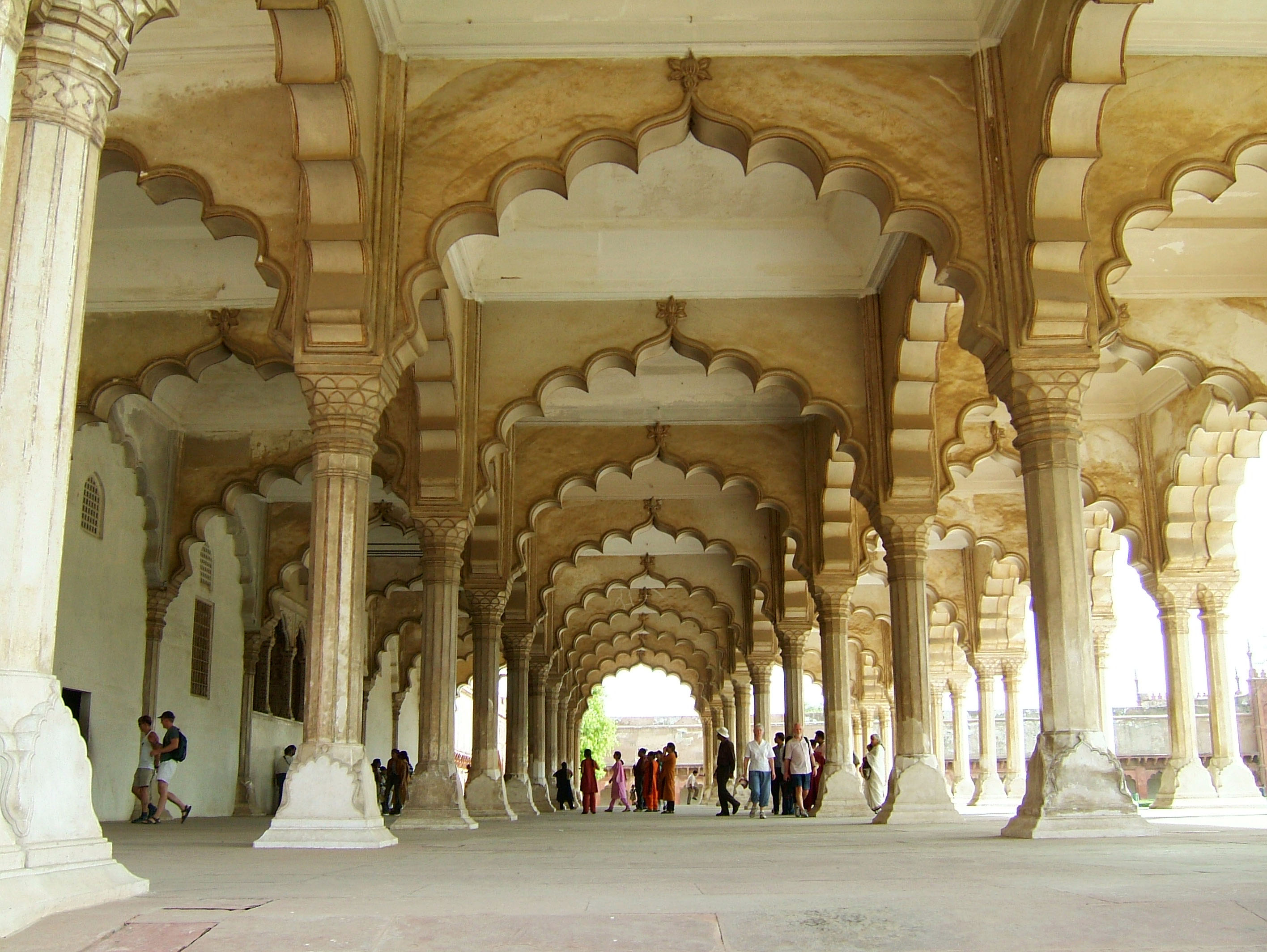
Im Innern des Diwan-i-Am (Hall of Public Audience)
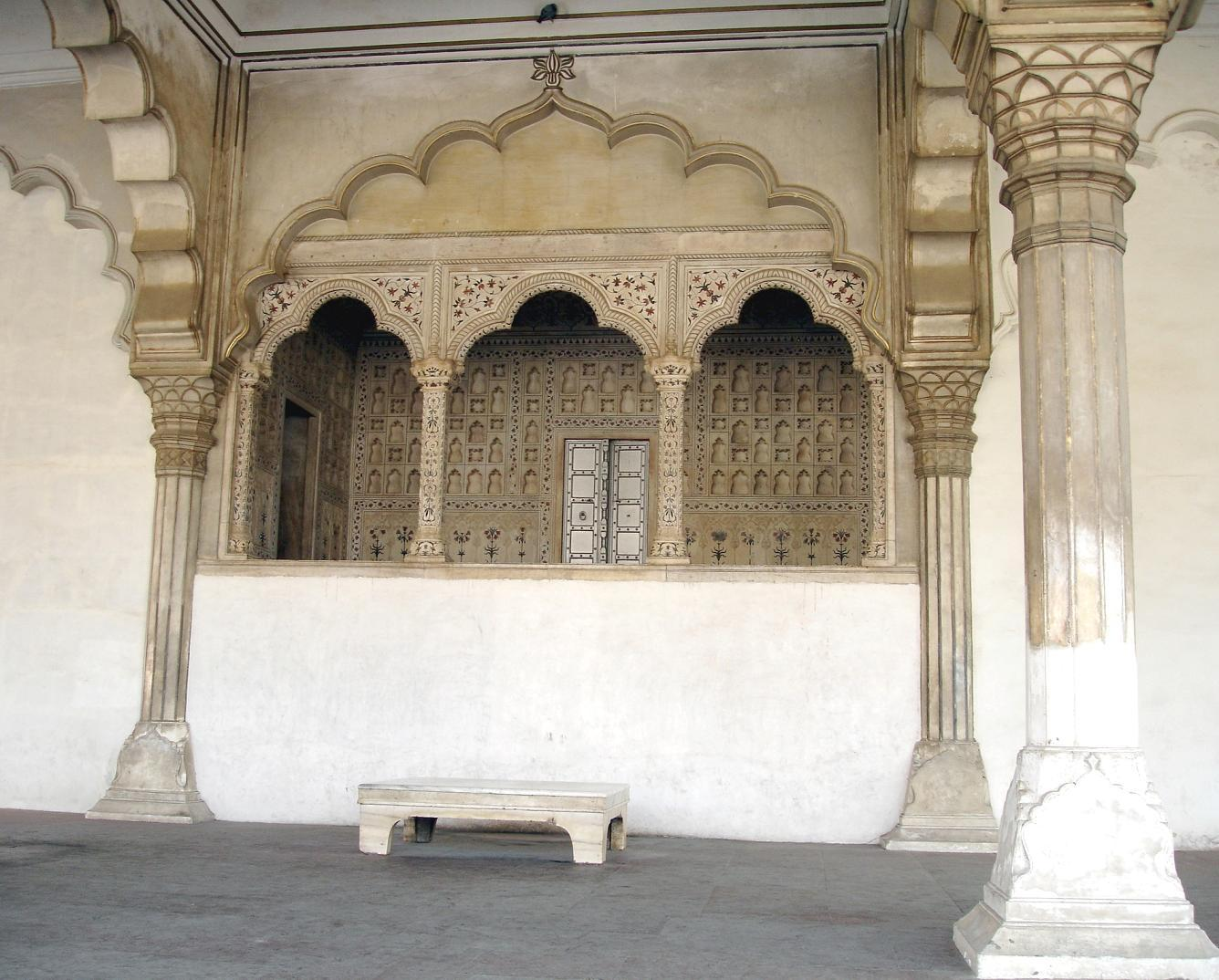
Agra Fort Diwan-i-Am (Hall of Public Audience)
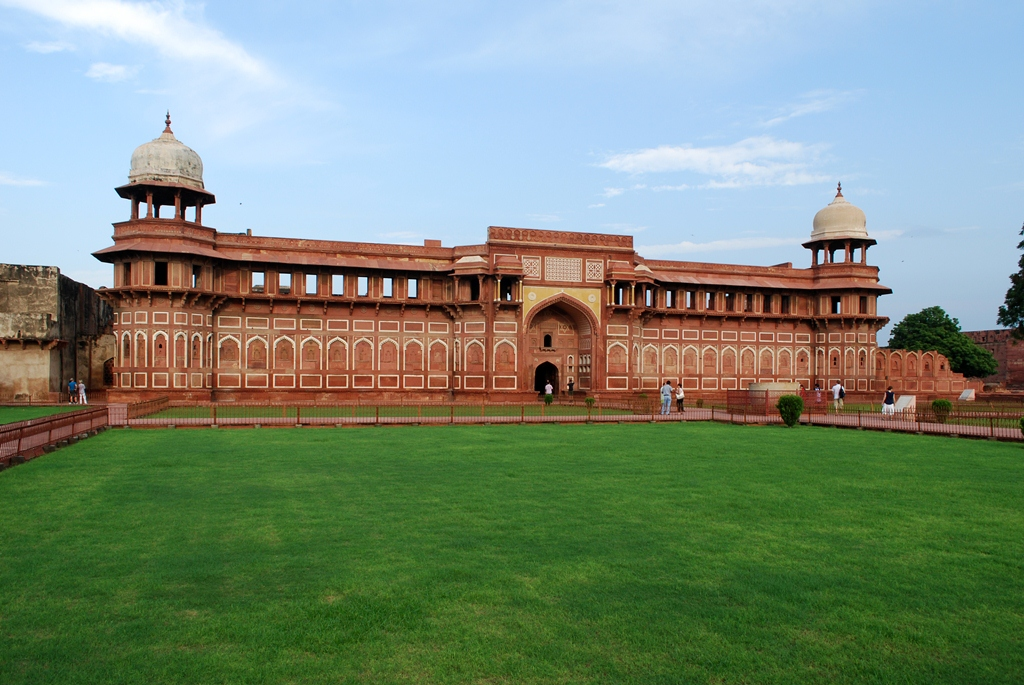
Jahangir Palast
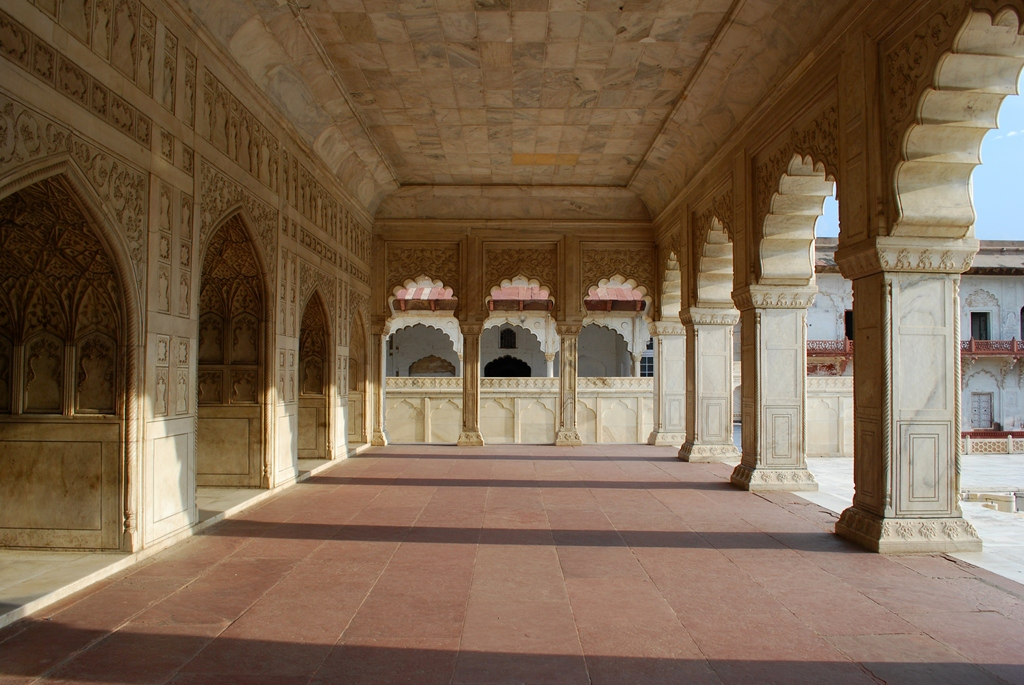
Diwan-e-Khas
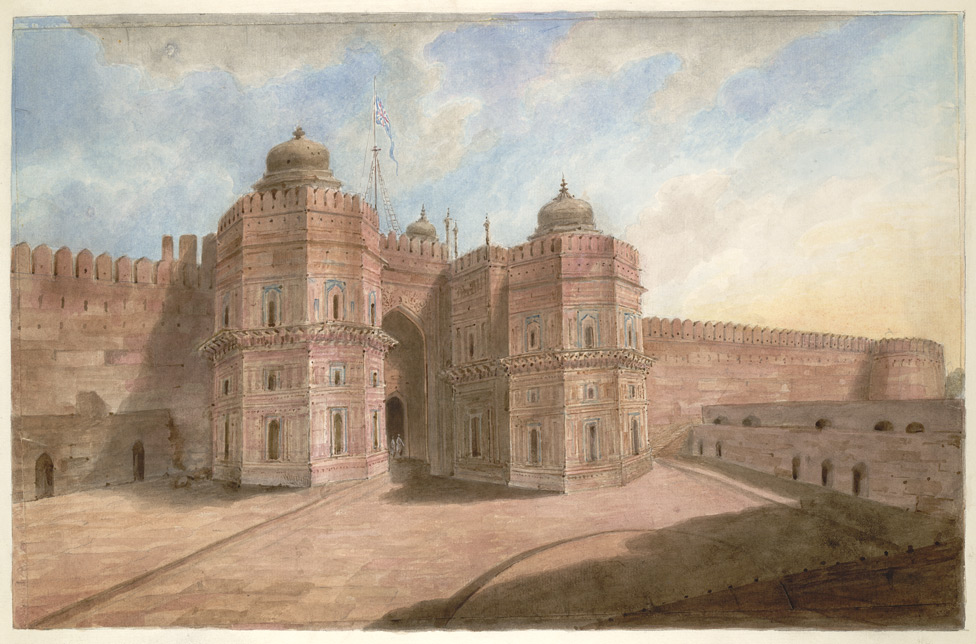
Delhi Tor, von Seeta Ram, 1814–15
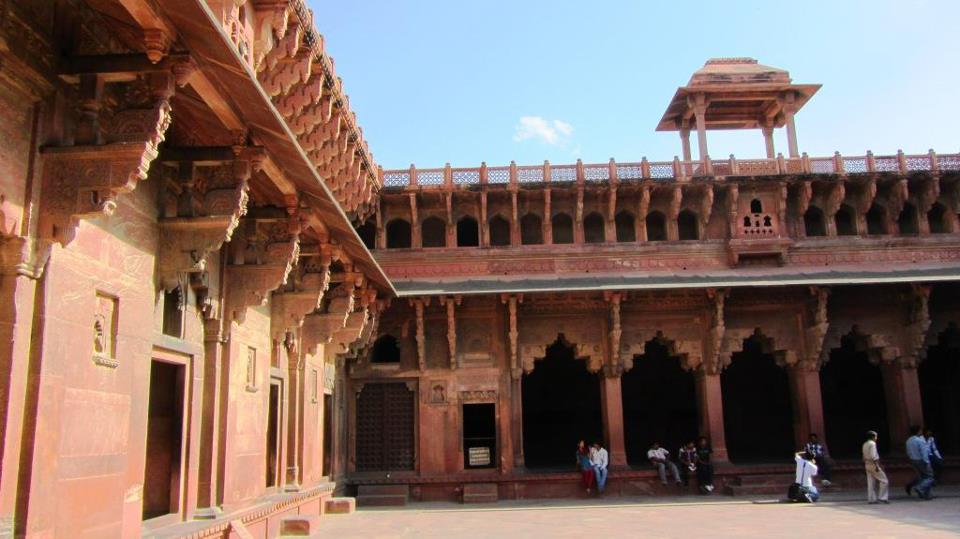
Im Innern des Roten Forts
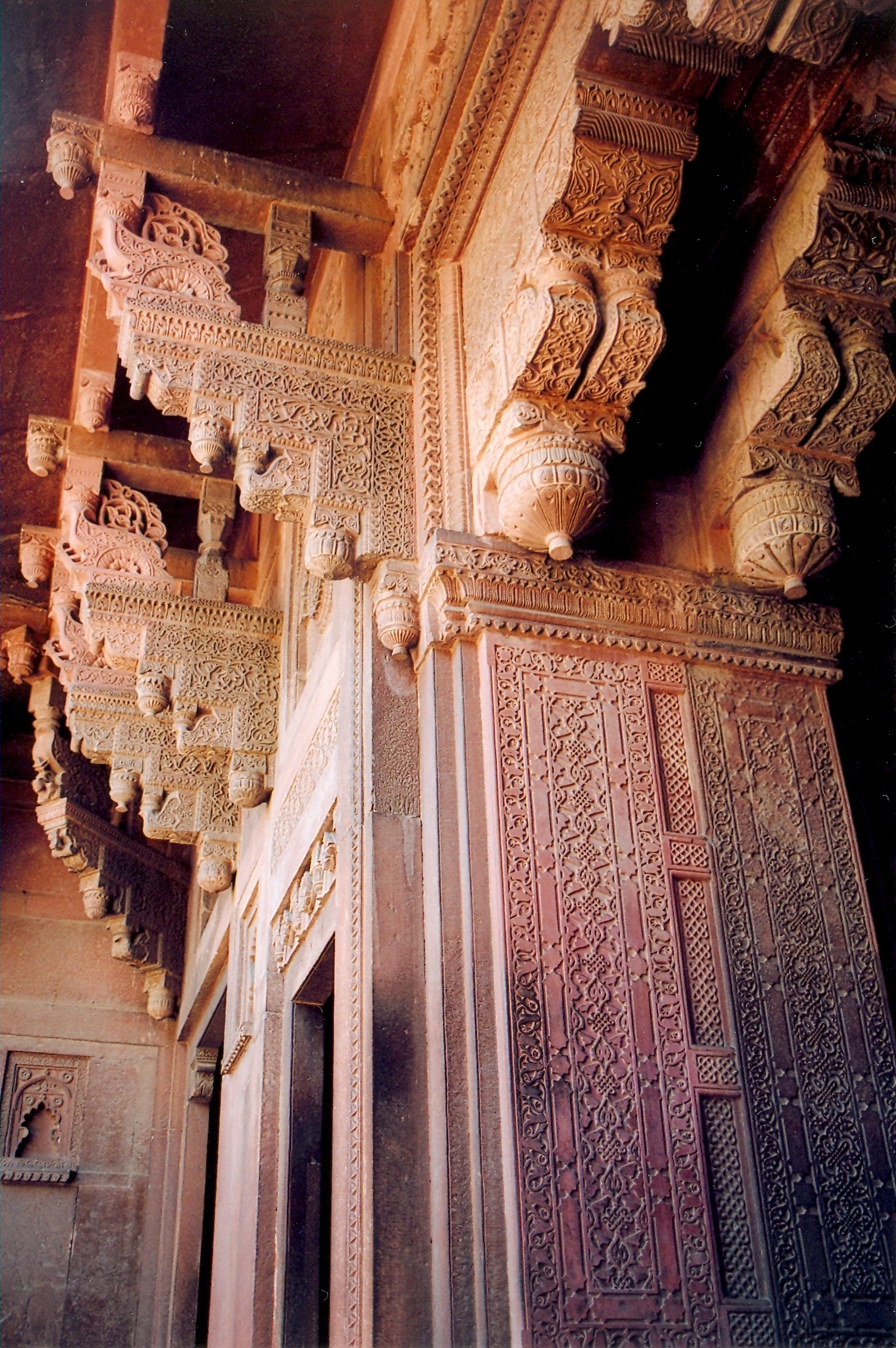
Dekorierte Säulen
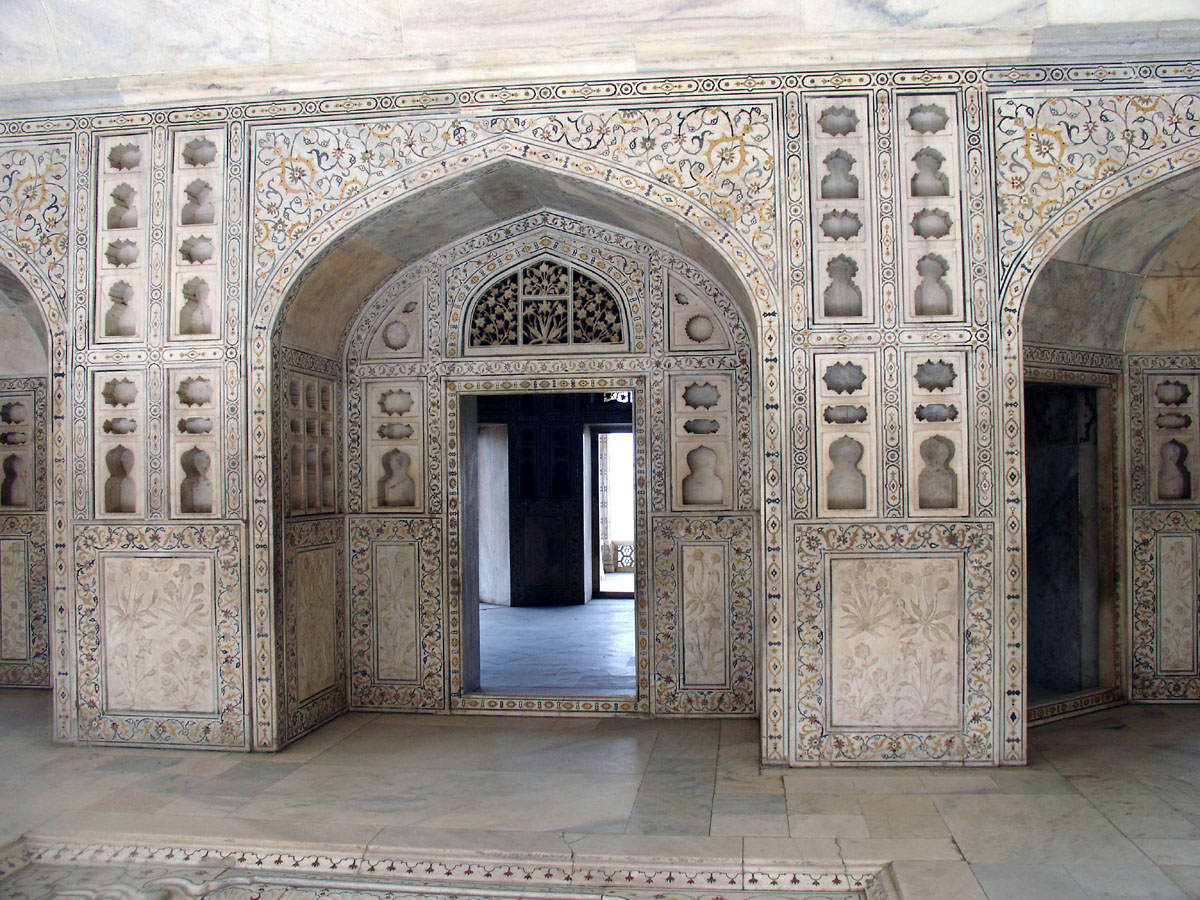
Im Inneren des Roten Forts
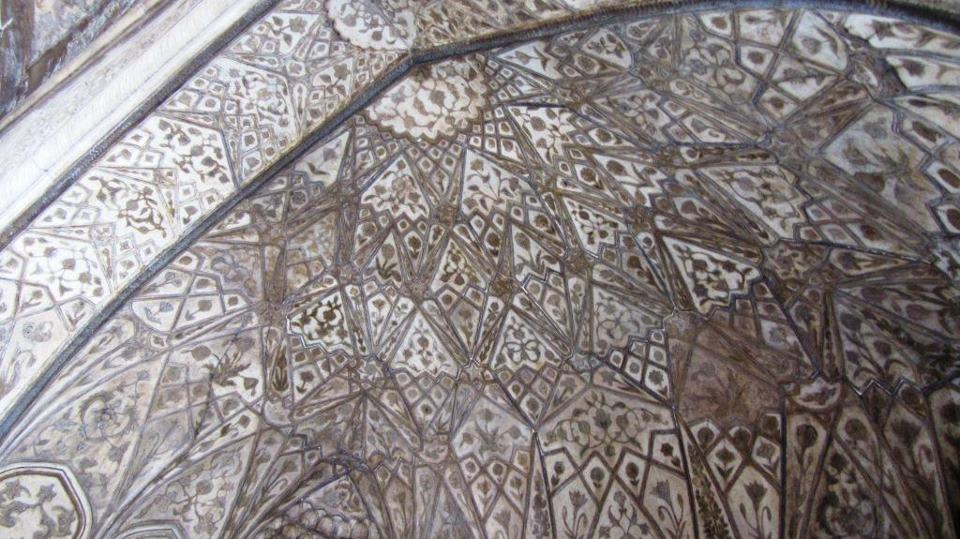
Deckenverzierungen
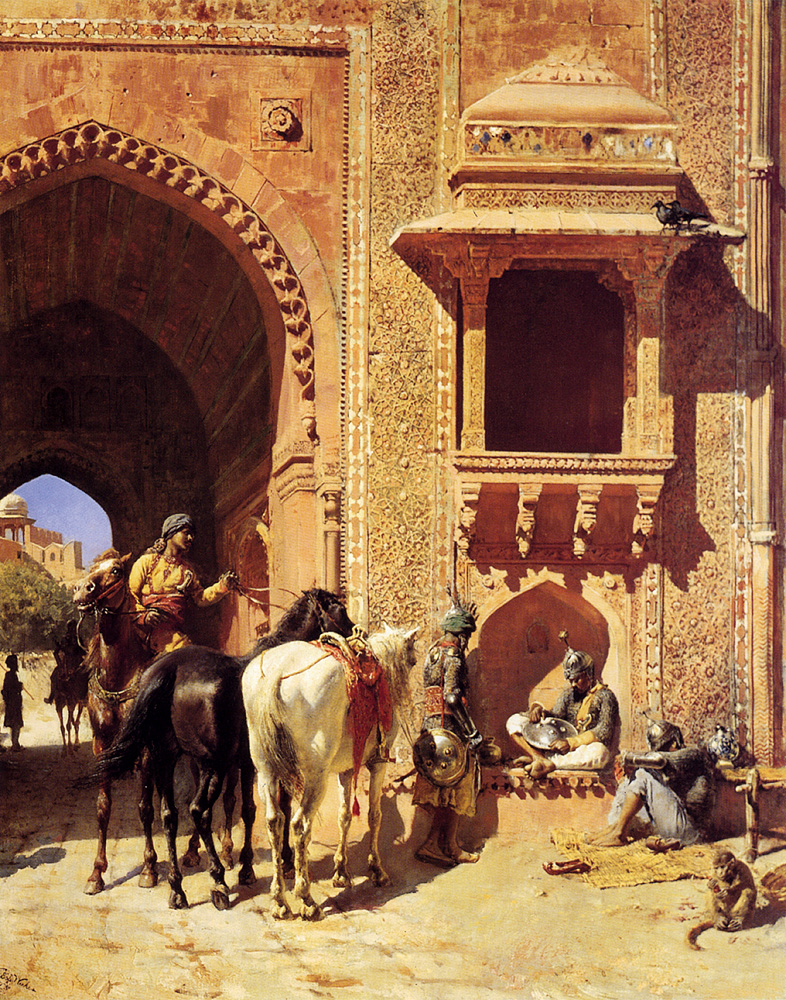
Weeks Edwin Tor des Forts
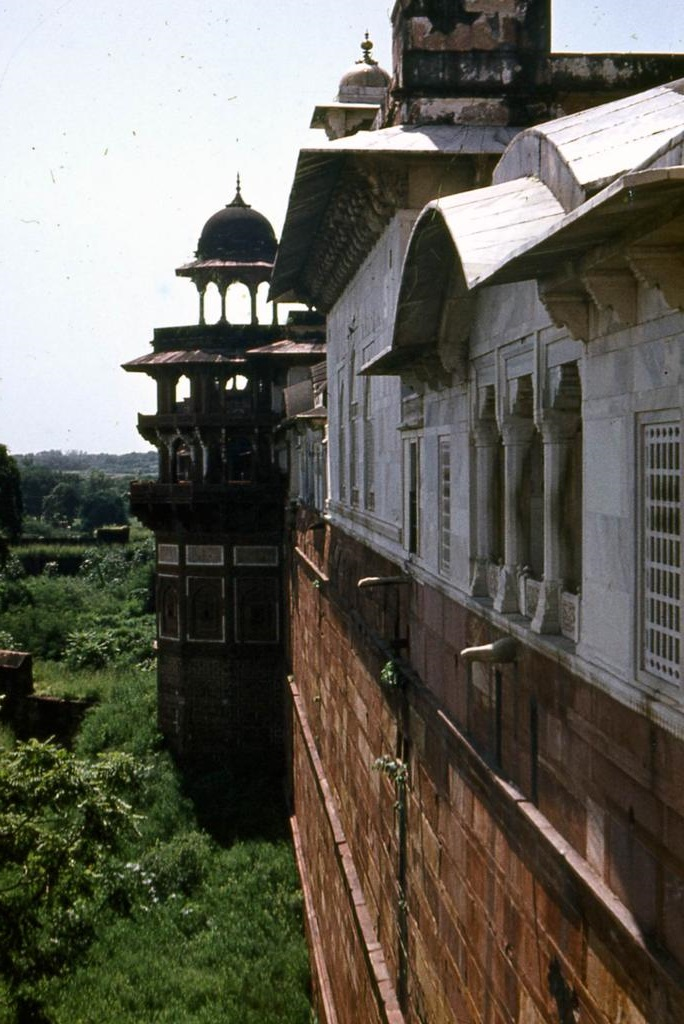
Rotes Fort, Außenansicht